# Blahovisjtjenske
Blahovisjtjenske (ukrainsk: Благовіщенське) er en by i Holovanivsk rajon, Kirovohrad oblast (provins) i Ukraine. Den er hjemsted for administrationen af Blahovisjtjenske urban hromada, en af Ukraines hromadaer.
Der er en jernbanestation i Blahovisjtjenske.
Byen har  6.232(2011)    indbyggere (5.825 indb. 2022).

## Historie
Det var en bebyggelse i Podolske guvernement i Det Russiske Kejserrige.
Der har været udgivet en lokal avis her siden 1935., og har haft byrettigheder siden 1974..
Befolkningen var i 1989 på 10648 personer.
Den 19. maj 2016 vedtog Verkhovna Rada en beslutning om at omdøbe Ulianovka til Blahovisjtjenske og overholde loven om forbud mod navne af kommunistisk oprindelse.
Indtil den 18. juli 2020 var Blahovisjtjenske det administrative centrum for Blahovisjtjenske rajon. Rajonen blev afskaffet i juli 2020 som en del af den administrative reform i Ukraine, som reducerede antallet af rajoner i Kirovohrad oblast til fire. Området i Blahovisjtjenske rajon blev slået sammen med Holovanivsk rajon.